# 1962 en mathématiques
| Années des mathématiques : 1959 - 1960 - 1961 - 1962 - 1963 - 1964 - 1965    |
| Décennies des mathématiques : 1930 - 1940 - 1950 - 1960 - 1970 - 1980 - 1990 |

Cet article présente les faits marquants de l'année 1962 en mathématiques.

## Évènements
- 31 juillet : les  mathématiciens américains Dan Shanks et John Wrench[1], utilisant un calculateur à transistors, l’IBM 7090 obtiennent dans le temps record de 8 h 43 min les 100 000 premières décimales du nombre pi, avec un algorithme exploitant l’identité :

## Naissances
- 26 février : Jakša Cvitanić, mathématicien américain d'origine croate.
- 4 mars : 
  - Marcelo Viana, mathématicien brésilien.
  - Claire Voisin, mathématicienne Française.
- 12 mars : Bas Edixhoven, mathématicien néerlandais.
- 20 mars : Gianni A. Sarcone, mathématicien et artiste italien.
- 28 mars : Bernd Sturmfels, mathématicien et informaticien théorique allemand.
- 19 mai : Richard Taylor, mathématicien britannique.
- 23 mai :
  - Stéphane Jaffard, mathématicien français.
  - Sujatha Ramdorai, mathématicienne indienne.
- 7 juin : Zhu Xiping, mathématicien chinois.
- 28 juin : Beatrice Pelloni, mathématicienne italienne.
- 30 juin : Carlos Simpson, mathématicien américain.
- 21 juillet : Philippe Biane, mathématicien français.
- 28 juillet : Jonathan Pila, mathématicien australien.
- 29 juillet : Guillermo Martínez, écrivain et mathématicien argentin.
- 19 août : 
  - Pierre Colmez), mathématicien et joueur de go français.
  - Andrew M. Stuart, mathématicien britannique.
- 22 août : Robin Thomas, mathématicien tchèque.
- 7 septembre : Andrew Granville, mathématicien britannique.
- 10 septembre : François Golse, mathématicien français.
- 20 septembre : Zhihong Xia, mathématicien sino-américain.
- 6 octobre : Ernesto Mordecki, mathématicien uruguayen.
- 8 octobre : Nkechi Agwu, mathématicienne et historienne des mathématiques nigériane.
- 9 octobre : Shou-Wu Zhang, mathématicien sino-américain.
- 22 octobre : Noriko H. Arai, mathématicienne japonaise.
- 24 octobre : Stéphane Mallat, mathématicien français.
- 17 novembre : David Dobson, mathématicien américain.
- 22 novembre : Frank Merle, mathématicien français.
- 30 novembre : Hiraku Nakajima, mathématicien japonais.
- 2 décembre : Mark Lewis, mathématicien canadien.

- Alessandra Carbone, mathématicienne italienne.
- Thomas Hou, mathématicien sino-américain.
- Maïmouna Ndoye Seck, mathématicienne sénégalaise.
- Bruce Reed, mathématicien canadien.
- Gordon Royle, mathématicien australien.

## Décès
- 12 février : Joseph Pérès (né en 1890), mathématicien et physicien français.
- 21 février : Julio Rey Pastor (né en 1888), mathématicien espagnol.
- 2 mars : Charles-Jean de La Vallée Poussin (né en 1866), mathématicien belge.
- 17 mars : Wilhelm Blaschke (né en 1885), mathématicien autrichien.
- 29 mai : Arnold Walfisz (né en 1892), mathématicien polonais.
- 20 décembre : Emil Artin (né en 1898), mathématicien autrichien.
- 24 décembre :
  - Wilhelm Ackermann (né en 1896), mathématicien allemand.
  - Isha Schwaller de Lubicz (née en 1885), égyptologue et mathématicienne française.
- Décembre : Thorold Gosset (né en 1869), avocat et mathématicien amateur britannique.